# Hegyközségi tanács
A hegyközségi tanács a háromszintű magyar hegyközségi rendszer középső szintje, a borvidékek köztestületi szerveződése. Hegyközségi tanácsot az adott borvidék hegyközségei alkotnak. A hegyközségi tanácsok országos szervezete a Hegyközségek Nemzeti Tanácsa.
A hegyközségi tanácsok feladatairól a hegyközségi törvény rendelkezik .
Egy hegyközségi tanács nem csak szigorúan az adott borvidékhez tartozó hegyközségekből állhat, hiszen vannak olyan hegyközségek, amelyek hagyományosan nem sorolódtak borvidékhez. Ilyen esetben a hegyközség a hozzá földrajzilag legközelebb fekvő hegyközségi tanácshoz csatlakozik.

## Szervezete
A hegyközségi tanács tagjai a hozzá tartozó hegyközségek elnökei, illetve egy-egy küldött. A hegyközségi tanácsok elnököt választanak, a több, mint 15 tagúak pedig igazgatóválasztmányt is.
A tanácsok ülésein a törvény szerint tanácskozási joggal részt vehetnek a helyileg illetékes "földművelésügyi hivatal és állami természetvédelmi hatóság, valamint az Országos Borminősítő Intézet képviselője, továbbá a tanács működési területén lévő szőlészeti, borászati és kertészeti szakoktatási és kutatási intézmények, valamint szakmai érdekképviseleti szervezetek képviselői".

## Feladatai
A hegyközségi tanácsok összehangolják és szakmailag felülvizsgálják a hozzájuk tartozó hegyközségek rendtartásait, rendszerezik adatszolgáltatásukat és továbbítja a Hegyközségek Nemzeti Tanácsához, szervezik a gazdasági együttműködést és a piacokhoz jutást, intézik a  borvidéki származás- és minőségvédelem ügyeit, részt vesznek a szőlő- és borgazdálkodással kapcsolatos jogszabályok betartásának ellenőrzésében és első fokon eljárnak a különleges minőségű bor származási bizonyítványának kiadásával kapcsolatos ügyekben.

## A Hegyközségi Tanácsok
A magyar Hegyközségi Tanácsok a következők:
- Csongrádi Borvidék Hegyközségi Tanácsa
- Hajós-Bajai Borvidék Hegyközségi Tanácsa
- Kunsági Borvidék Hegyközségi Tanácsa
- Ászár-Neszmélyi Borvidék Hegyközségi Tanácsa
- Badacsonyi Borvidék Hegyközségi Tanácsa
- Balatonfüred-Csopaki Borvidék Hegyközségi Tanácsa
- Balatonfelvidéki Borvidék Hegyközségi Tanácsa
- Etyek-Budai Borvidék Hegyközségi Tanácsa
- Móri Borvidék Hegyközségi Tanácsa
- Pannonhalma Borvidék Hegyközségi Tanácsa
- Nagy-Somlói Borvidék Hegyközségi Tanácsa
- Soproni Borvidék Hegyközségi Tanácsa
- Balatonboglári Borvidék Hegyközségi Tanácsa
- Pécsi Borvidék Hegyközségi Tanácsa
- Szekszárdi Borvidék Hegyközségi Tanácsa
- Villányi Borvidék Hegyközségi Tanácsa
- Bükki Borvidék Hegyközségi Tanácsa
- Egri Borvidék Hegyközségi Tanácsa
- Mátrai Borvidék Hegyközségi Tanácsa
- Tokaji Borvidék Hegyközségi Tanácsa
- Zalai Borvidék Hegyközségi Tanácsa
- Tolnai Borvidék Hegyközségi Tanácsa

## Külső hivatkozás
A Hegyközségi Tanácsok elérhetősége